# 沼津市立愛鷹小学校
沼津市立愛鷹小学校（ぬまづしりつ あしたかしょうがっこう）は、静岡県沼津市西椎路にある公立小学校。ことばの教室が設置されている。

## 沿革
- 1875年（明治8年） - 「篤恭舎」を愛鷹地区鳥谷に設立[1]。
- 1880年（明治13年） - 井出村の校舎と合併し「愛南小学校」と改称[1]。
- 1890年（明治23年） - 「鷹根小学校」に改称[1]。
- 1935年（昭和10年） - 村名変更に伴い、「駿東郡愛鷹村立愛鷹尋常高等小学校」と改称[1]。
- 1941年（昭和16年） - 「駿東郡愛鷹村立愛鷹国民学校」に改称[1]。
- 1947年（昭和22年） - 「駿東郡愛鷹村立愛鷹小学校」に改称[1]。
- 1955年（昭和30年） - 沼津市へ合併により、「沼津市立愛鷹小学校」に改称、創立80周年記念式典挙行[1]。
- 1976年（昭和51年） - 創立100周年記念式典挙行[1]。
- 1995年（平成7年） - 創立120周年記念式典挙行[1]。
- 2025年（令和7年） - 創立150周年記念式典挙行予定

## 通学区域
- 青野（一部）、鳥谷、西椎路、東原、東椎路、宮本、柳沢（一部）[2]

## 関連事項
- 静岡県小学校一覧